# Vụ đánh bom Peshawar 9 tháng 10, 2009
Vụ đánh bom Peshawar ngày 9 tháng 10 năm 2009 là một đặt bom trên xe buýt nhỏ phát nổ ngay một khu chợ đông đúc ở Khyber Bazaar tại Peshawar ngày 9 tháng 10 năm 2009 làm chết 41 người và làm bị thương ít nhất 100.

## Chi tiết
Quân khủng bố tự sát cho nổ một xe bom ở khu chợ đông đúc, một cuộc tấn công mà phía chính phủ Pakistan nói là sẽ đưa đến sự thực hiện một cuộc tấn công đã định trước vào khu cứ điểm của phiến quân ở Nam Waziristan. Tên khủng bố cho kích hỏa một xe chở đầy chất nổ và vỏ đạn đại pháo vào lúc giữa trưa ở khu thương mại sầm uất Khyber Bazaar. Không ai nhận trách nhiệm nhưng Bộ trưởng Nội vụ Rehman Malik đổ ngay cho nhóm Taliban gốc Hồi Quốc, là những kẻ đã từng nhiều lần đe dọa trả thù cho cái chết của thủ lĩnh Baitullah Mehsud, bị máy bay không người lái của Hoa Kỳ hạ sát vào tháng 8. Malik nói, "Chúng tôi sẽ quyết định mở cuộc hành quân tiễu trừ khủng bố trong vòng vài ngày tới."
Tuy vậy, theo một số phân tích gia, chưa chắc quân đội sẽ ra tay hành động chỉ vì một vụ đánh bom. Đây là vụ nổ bom thứ sáu ở Peshawar trong thời gian 4 tháng. Có một số điều khiến người ta e rằng thời điểm và quy mô cuộc tấn công có thể bị ảnh hưởng do sự chống đối của quân đội Pakistan với những điều kiện ràng buộc số tiền viện trợ $7,5 tỉ của Hoa Kỳ mới đây. Mỹ muốn quân Pakistan tấn công không những Taliban gốc Hồi mà còn những dân quân khác trong vùng đã vượt biên giới Afghanistan qua để tấn công quân NATO và Hoa Kỳ.